# Кортеси
Кóртеси (cortes – дворове) – в средновековна Испания и Португалия са регионални съсловно-представителни събрания, а от XIX век насам така се нарича парламентът в Испания и Португалия. Първите Кортеси са създадени през 1137 г. в кралство Леон. Първоначално в Кортесите имали право да участват само дворяните и духовенството. Гражданите получават представителство едва през 1188 г.
В средновековните иберийски кралства кралското управление никога не е абсолютно, а е под влиянието на аристокрацията и е ограничено от Кортесите и техните закони. Например в кралство Кастилия през XV в. съгласието им е абсолютно необходимо за въвеждането на нови данъци. Свикването на трите съставни части – благородници, духовенство и представителите на градовете – става винаги поотделно, като всяка представя заключението си, а те добиват качеството на закон след одобрението на краля и вписване в регистър на Кортесите.
Значението на Кортесите нараства отново през 18 век и по време на Полуостровната война срещу Наполеон Кортесите в Кадис играят ролята на испанско правителство в изгнание и изготвят първата испанска конституция от 1812 г., една от най-либералните за времето си. Макар че в периодите 1814—1820 и 1823-1834 ролята на Кортесите намалява поради настъплението на абсолютизма, през 1836 г. те редактират нова конституция, през 1845 я преработват в консервативен дух, а през 1856 г. наново я преработват.
След революцията от 1868 г. учредителното събрание на Кортесите съставя комисия за подготовка на конституция и тя е издадена на 6 юни 1869 г. В резултат през 1873 г. се утвърждава конституционна монархия, но на следващата година монархията е реставрирана.
В съвременна Испания парламентът носи името Генерални кортеси (на испански: Cortes Generales) и е двукамарен, състоящ се от 350-членен Конгрес на депутатите и 266-членен Сенат.